# 林承謙
林 承謙（イム・スンギョム、1995年4月26日 - ）は、大韓民国出身のプロサッカー選手。金泉尚武FC所属。登録ポジションはディフェンダー。U-23韓国代表。

## 来歴
韓国の名門・高麗大学校で1年時から先発に名を連ね、2014年にはリオ五輪を狙うU-20韓国代表で主将を務めた。
2017年7月に、Jリーグ・名古屋グランパスに加入。先発出場9試合を含むリーグ戦12試合に出場した。翌2018年は大分トリニータに期限付き移籍したが、出場機会は天皇杯1試合のみにとどまった。同年7月に大分との期限付き移籍を解消し、ナショナルリーグ (韓国)・木浦市庁FCに完全移籍した。
2019年より、Kリーグ1に昇格した城南FCに移籍。

## 所属クラブ
ユース経歴
- 蔚山現代FCU-18
- 高麗大学校

プロ経歴
- 2017年 - 2018年7月  名古屋グランパス
  - 2018年1月 - 7月 大分トリニータ（期限付き移籍）
- 2018年7月 - 12月  木浦市庁FC（朝鮮語版）
- 2019年 - 2020年  城南FC
- 2021年 - FC安養

## 個人成績
| 国内大会個人成績 | 国内大会個人成績 | 国内大会個人成績 | 国内大会個人成績 | 国内大会個人成績 | 国内大会個人成績 | 国内大会個人成績 | 国内大会個人成績 | 国内大会個人成績 | 国内大会個人成績 | 国内大会個人成績 | 国内大会個人成績 |
| 年度             | クラブ           | 背番号           | リーグ           | リーグ戦         | リーグ戦         | リーグ杯         | リーグ杯         | オープン杯       | オープン杯       | 期間通算         | 期間通算         |
| 年度             | クラブ           | 背番号           | リーグ           | 出場             | 得点             | 出場             | 得点             | 出場             | 得点             | 出場             | 得点             |
| 日本             | 日本             | 日本             | 日本             | リーグ戦         | リーグ戦         | リーグ杯         | リーグ杯         | 天皇杯           | 天皇杯           | 期間通算         | 期間通算         |
| ---------------- | ---------------- | ---------------- | ---------------- | ---------------- | ---------------- | ---------------- | ---------------- | ---------------- | ---------------- | ---------------- | ---------------- |
| 2017             | 名古屋           | 37               | J2               | 12               | 1                | -                | -                | 0                | 0                | 12               | 1                |
| 2018             | 大分             | 16               | J2               | 0                | 0                | -                | -                | 1                | 0                | 1                | 0                |
| 韓国             | 韓国             | 韓国             | 韓国             | リーグ戦         | リーグ戦         | リーグ杯         | リーグ杯         | FA杯             | FA杯             | 期間通算         | 期間通算         |
| 2018             | 木浦市庁         |                  | Nリーグ          | 9                | 1                | -                | -                | 2                | 0                | 11               | 1                |
| 2019             | 城南             | 40               | K1               |                  |                  |                  |                  |                  |                  |                  |                  |
| 通算             | 日本             | 日本             | J2               | 12               | 1                | -                | -                | 1                | 0                | 13               | 1                |
| 通算             | 韓国             | 韓国             | K1               |                  |                  | -                | -                |                  |                  |                  |                  |
| 通算             | 韓国             | 韓国             | Nリーグ          | 9                | 1                | -                | -                | 2                | 0                | 11               | 1                |
| 総通算           | 総通算           | 総通算           | 総通算           | 21               | 2                | -                | -                | 3                | 0                | 24               | 2                |

その他の公式戦
- 2017年
  - J1昇格プレーオフ 2試合0得点
- J2初出場 - 2017年7月30日 第25節 ロアッソ熊本戦（えがおS）
  - 初得点 - 2017年8月20日 第29節 アビスパ福岡戦（パロ瑞穂）

## 代表歴
- 2014年 U-20韓国代表
- 2017年 U-23韓国代表
  - AFC U-23選手権2018 強化合宿